# Adriana Jacobs
Adriana Jacobs (geboren um 1580; gestorben nach 1595) war eine niederländische Frau, die wegen Hexerei verurteilt wurde.

## Leben
Adriana Jacobs wurde um 1580 geboren. Sie war die Tochter von Jacob Claesz. und Grietgen Willems (gest. 1595). Im August 1595 war Adriana Jacobs in eine Straßenschlägerei mit Marritgen, der Witwe von Evert Claesz., verwickelt. Diese beschuldigte Adriana und ihre Mutter der Hexerei. Ein paar Wochen zuvor hatte Marritgen bei ihnen zu Hause gesponnen und Hering zu essen bekommen. Danach wurde sie sehr krank. Deshalb hatte sie Grietgen Willems gebeten, sie zu segnen, um die Krankheit zu heilen, aber Marritgen war danach noch immer nicht zufrieden. Sie hatte Adriana Jacobs gefragt, ob ihre Mutter noch einmal kommen und sie segnen würde, woraufhin Adriana geantwortet hatte, dass ihre Mutter es so tun würde, dass Margaret es nie vergessen würde. Danach kam es zu Handgreiflichkeiten zwischen den Frauen.
Anfang 1595 waren in Utrecht mehrere Personen wegen Hexerei verurteilt worden. In dieser Atmosphäre der Angst und Verfolgung entschied das Gericht in Amersfoort, dass Adriana Jacobs und ihre Mutter verhört werden sollten. Die Aussagen von Nachbarn trugen dazu bei, dass beide der Hexerei beschuldigt wurden. In ihren Aussagen gaben die Nachbarinnen an, dass mehrere Kinder, die mit Grietgen und ihrer Tochter in Kontakt gekommen waren, kurz darauf gestorben seien. Bei Adrianas offiziellem Verhör am 30. August 1595 gestand sie prompt alles, was die Vernehmer wissen wollten. Ihre Mutter habe sie zwei Jahre zuvor durch Hunger und Schläge dem „bösen Feind“ zum Opfer fallen lassen. Der Teufel habe  als Gegenleistung für ihre Dienste Überfluss versprochen.
Auf Nachfrage bestätigte Adriana Jacobs, dass der Teufel, der ihren Angaben zufolge Haspel hieß, ihr ein Gift gegeben habe, mit dem sie Böses anrichten sollte. Mit diesem „Rattenkraut“ habe sie Marritgen, aber auch das kurz nach der Taufe verstorbene Kind von Marritgen Elberts verzaubert. Die beiden Kinder von Evert, dem örtlichen Schuster, seien mit Zauberäpfeln vergiftet worden. Eines der Kinder war gestorben, das andere war sehr krank geworden. Weiter gestand sie, immer montags „Unzucht“ mit dem Teufel getrieben zu haben und, dass er Grietgen immer donnerstags besucht habe. Außerdem hätten sie als Katzen verkleidet auf der Straße getanzt, nachdem der Teufel ihnen etwas unter die Füße geschmiert hatte.
Sie brachte mit diesem umfassenden Geständnis ihre Mutter in eine sehr schwierige Lage. Das Gericht von Amersfoort war danach davon überzeugt, dass sie und ihre Mutter Kontakt zum Teufel hatten und regelmäßig Kinder verzaubert hätten. Das völlig freiwillig abgegebene Geständnis widerrief sie einige Tage später, erklärte jedoch unter Androhung einer „scharfen Vernehmung“, dass der Teufel im Gefängnis bei ihr gewesen sei und dass er sie gezwungen habe, es zu widerrufen. Erneut bekräftigte sie ihr Geständnis und flehte ihre Mutter an, ebenfalls zu gestehen, doch diese weigerte sich. Grietgen Willems gestand schließlich unter der Folter und wurde zum Tode verurteilt. Sie starb am 11. September 1595 durch Strangulation auf dem Scheiterhaufen. Aufgrund ihres Alters und ihres freiwilligen Geständnisses verurteilte das Gericht Adriana Jacobs zu Auspeitschungen und Gefängnis. Wenn sich ihr Zustand im Gefängnis nicht verbessere, „würde dennoch für die gebotene Gerechtigkeit gesorgt.“ Über Adrianas weiteres Leben ist nichts bekannt.
Der Historiker J.H.P. Kemperink vermutet in seinem Artikel über diesen Prozess, dass das Gericht durch Suggestivfragen versucht habe, den Schwerpunkt auf die Vergiftung zu legen, um den Prozess in einen Prozess wegen Giftmordes zu verwandeln. Allerdings geschah die Vergiftung mithilfe des Teufels, und in diesem Sinne handelte es sich dennoch eindeutig um Hexerei.